# Batis perkeo
Batis perkeo là một loài chim trong họ Platysteiridae.